# Элулу-Меш
Элулу-Меш — царь гутиев, правил приблизительно в 2179 — 2173 годах до н. э.
Активно вмешивался в дела Аккадского царства, вёл борьбу с тремя другими претендентами на царский престол (Игиги, Нанум, Ими) после смерти Шаркалишарри и даже захватил на время там царскую власть. В списке аккадских царей он упоминается под именем Элулу. Царский список об этом периоде анархии рассказывает так: «Кто был царем? Кто не был царем? Игиги, царь; Нинум, царь; Ими, царь; Элулу, царь, — четверо из них были царями, (но) правили только 3 года».
Элулу — единственный из претендентов, имя которого встречается не только в царском списке. Оно присутствует в сделанной по его приказу надписи, где он называет себя «могущественным царём Аккада».
Правил Элулумеш как царь гутиев 6 лет.